# Arteria marginal izquierda

La arteria marginal izquierda o rama marginal izquierda de la rama circunfleja de la arteria coronaria izquierda es una rama de la arteria cincunfleja izquierda, tiene su origen debajo del surco auriculoventricular izquierdo, y viaja a través del margen izquierdo del corazón, hacia el ápice del corazón.

Arterias coronarias.